# Lagueila
Lagueila (ou Legueila) est une oasis de Mauritanie, située dans la région de l'Adrar, à l'est des monts Zarga et au sud-ouest de Chinguetti, au milieu de l'erg Ouarane (ou Warane).
Elle est moins étendue que d'autres oasis de l'Adrar, plus connues, comme celles de Mhaïreth ou Tergit. Les randonneurs qui viennent découvrir la région s'y arrêtent pour un pique-nique ou un bivouac. Les véhicules motorisés n'y accèdent pas.
Quelques habitants permanents entretiennent la palmeraie et plantent un peu de légumes (carottes notamment) et de céréales.

## Galerie

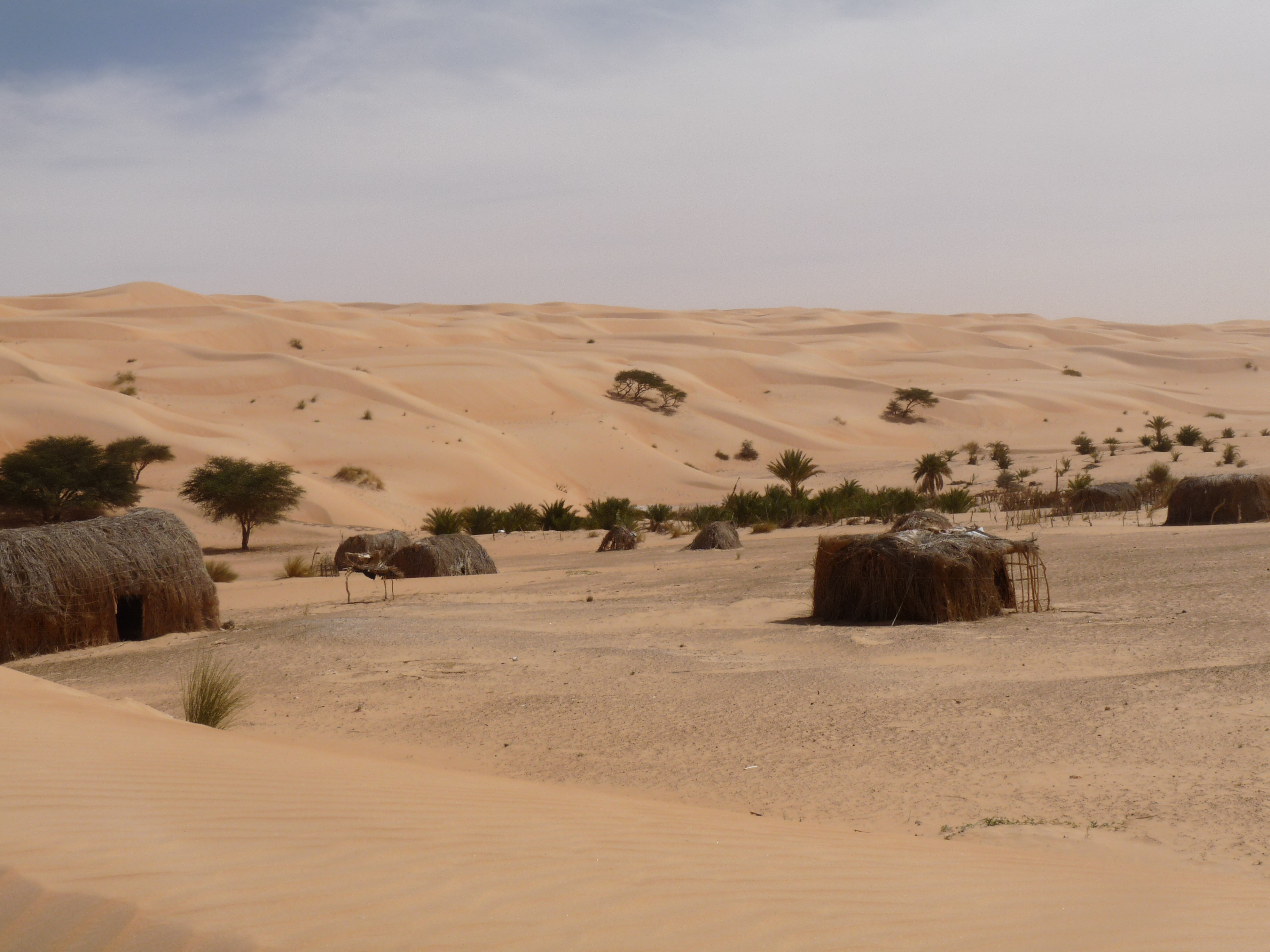
Abris en branches de palmier au pied des dunes.
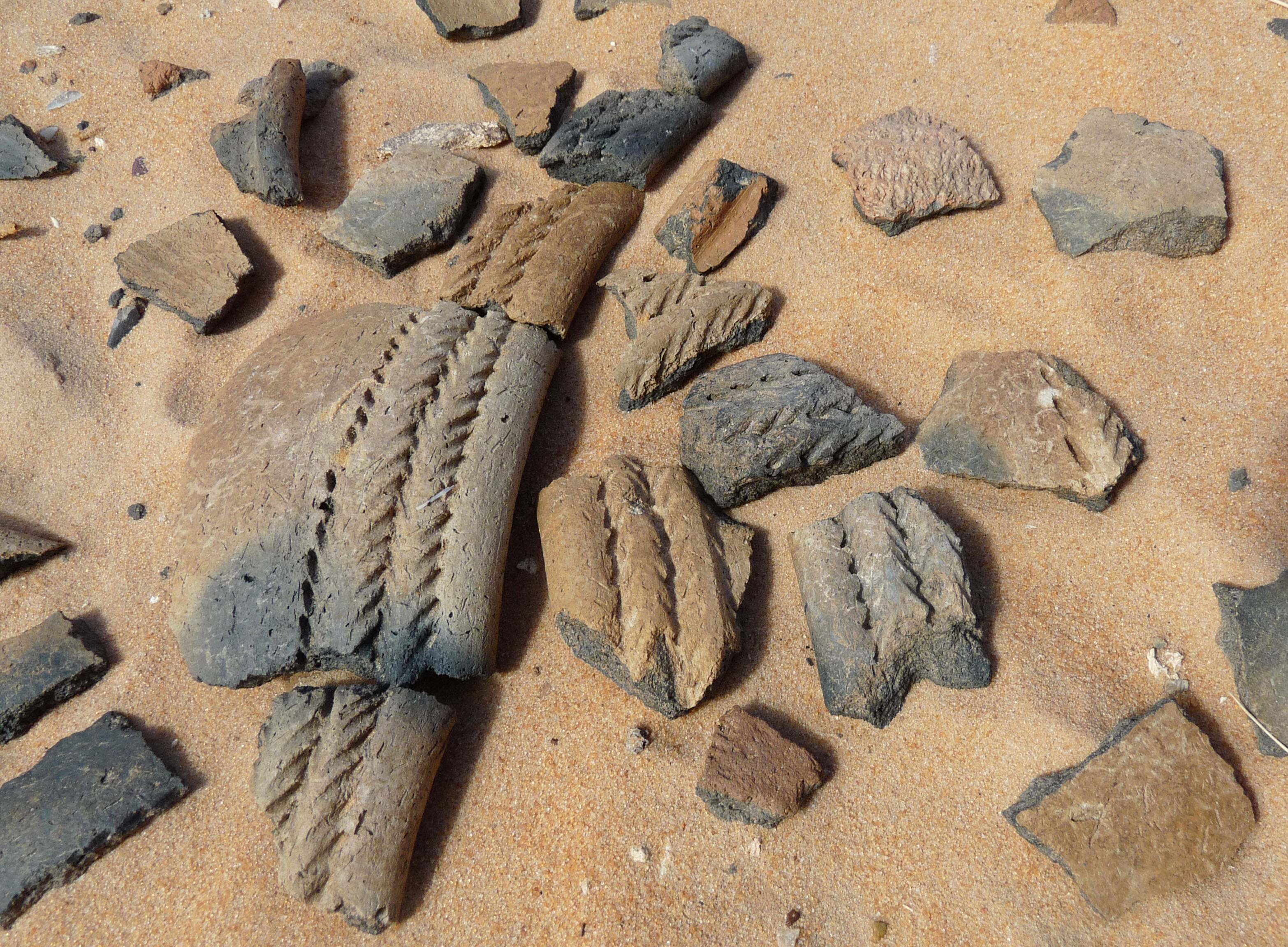
Tessons de poterie trouvés à l'entrée de l'oasis.
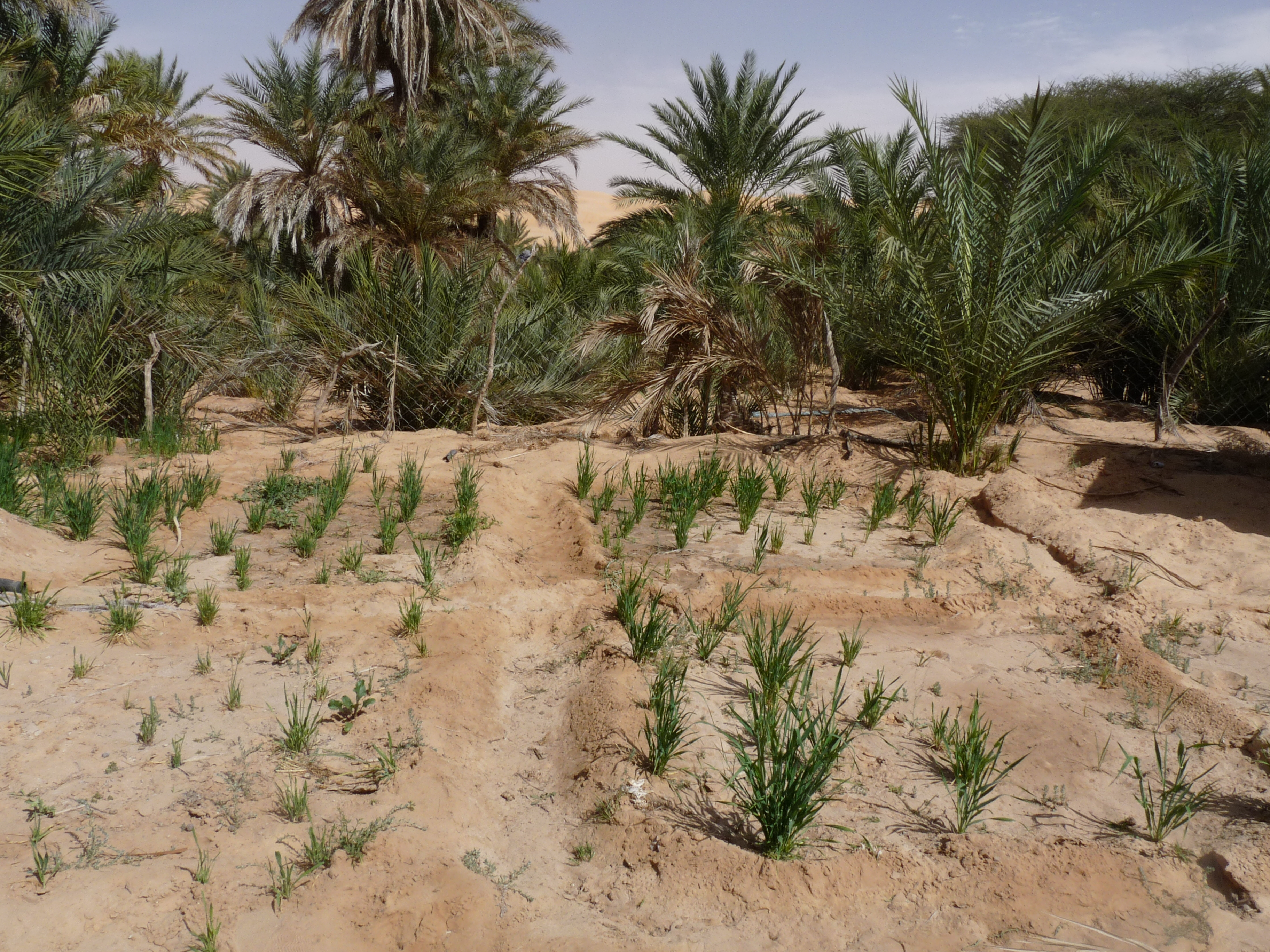
Quelques cultures vivrières à l'abri du vent.
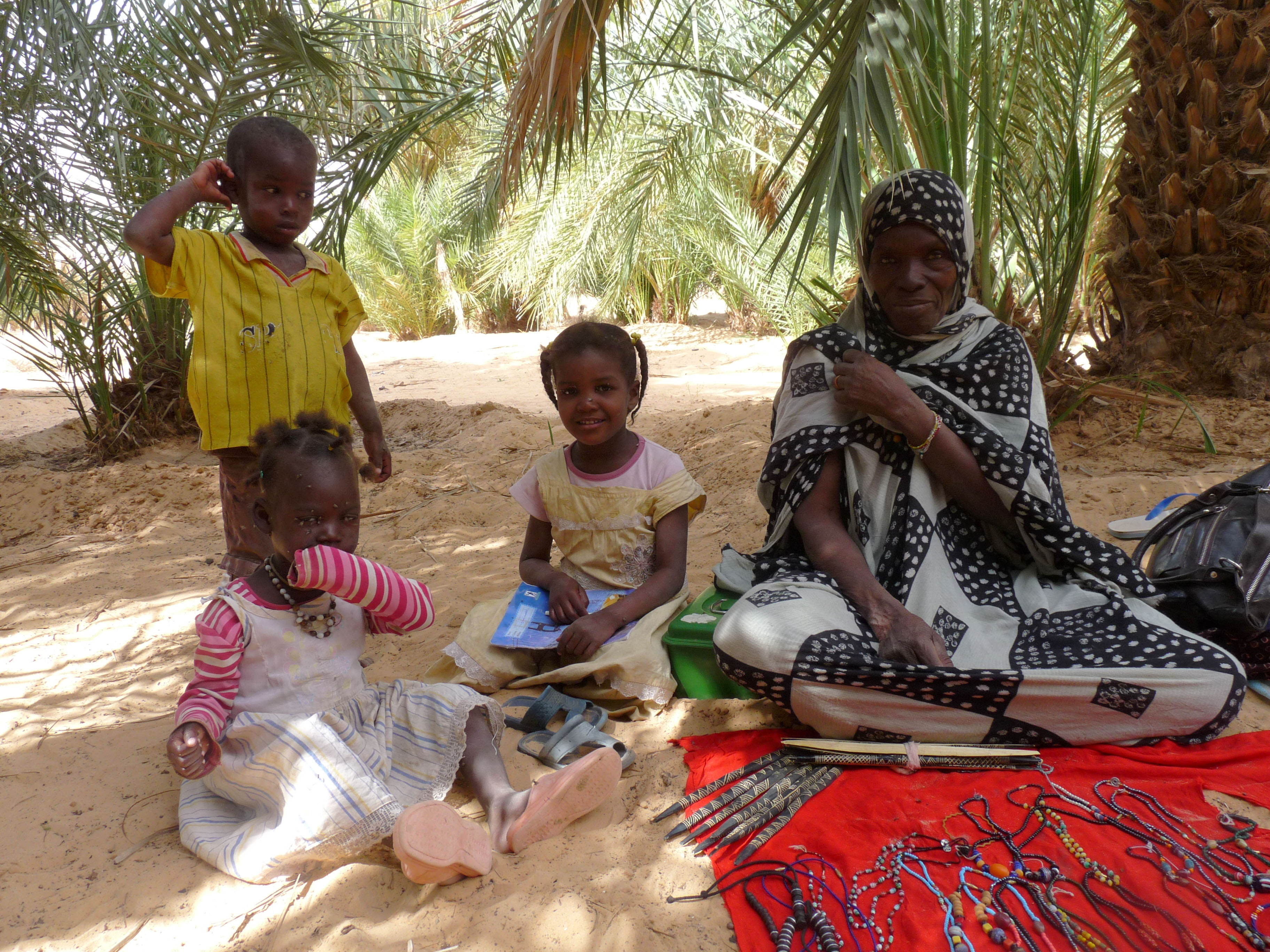
Vente d'artisanat local aux visiteurs.